# Яблоневый (Ульяновская область)
Я́блоневый — посёлок в городском округе Новоульяновск Ульяновской области России.

## История
В 1986 году указом Президиума Верховного Совета РСФСР посёлок первого отделения совхоза «Приволжский» переименован в Яблоневый. В 2004 году вошёл в состав городского округа Новоульяновск в соответствии со статьёй 24 закона Ульяновской области 043/ЗО «О муниципальных образованиях Ульяновской области». До 2004 года входил в состав Приволжской сельской администрации Ульяновского района.

## Население
| 2010 |
| ---- |
| 7    |

## Достопримечательности
Рядом с посёлком расположены четыре селища II тыс. до н. э., «Яблоневый — 1», «Яблоневый — 2», «Яблоневый — 3» и «Яблоневый — 4», признанных объектами археологического наследия.